# Sinteză asimetrică
Sinteza asimetrică (denumită și sinteză enantioselectivă) este un tip de sinteză chimică în care are loc o sinteză steroselectivă a unor compuși chirali (se obțin produși stereoizomeri, mai exact enantiomeri sau diastereomeri) în cantități inegale. Sinteza asimetrică este un proces cheie în industria chimică modernă, fiind în special importantă în domeniul farmaceutic, deoarece pentru moleculele care prezintă stereoizomerie, fiecare stereoizomer prezintă o activitate biologică diferită.

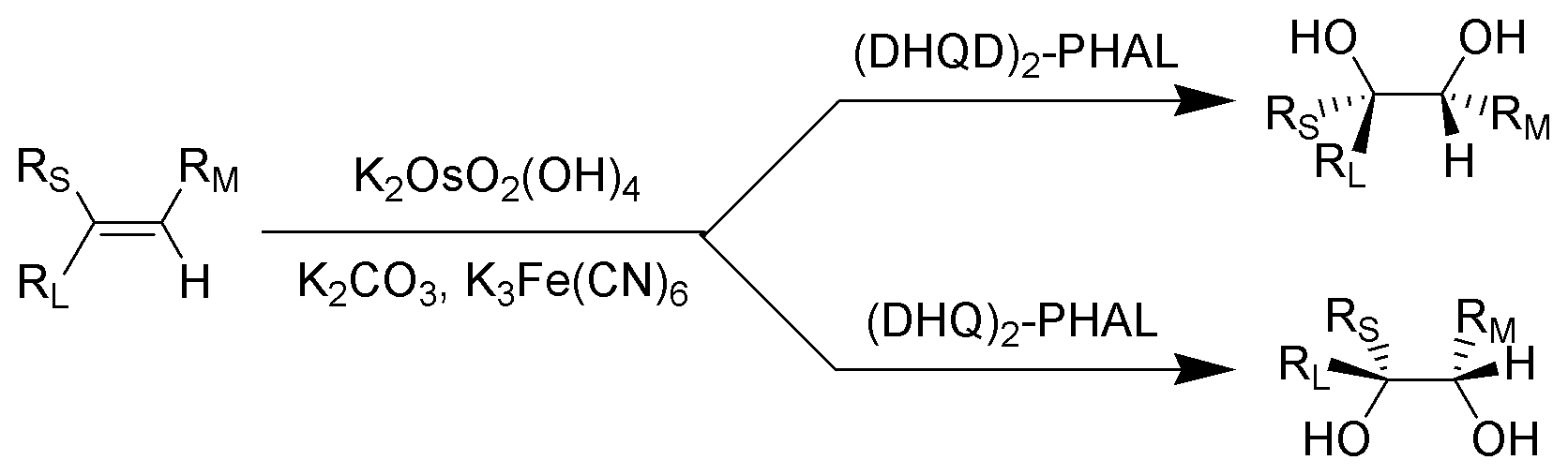
În reacția de dihidroxilare Sharpless, chiralitatea produsul final poate fi dirijată prin controlarea mediului de reacție. Acesta este un exemplu de sinteză asimetrică.
R_{L} = substituentul cel mai mare; R_{M} = substituentul mediu; R_{S} = substituentul cel mai mic;